# Sonia Andrade
Sonia Andrade  (Río de Janeiro, 1935) es considerada una de las pioneras del videoarte en Brasil. Fue miembro de un grupo de artistas de Río de Janeiro que no sucumbió a la desconfianza hacia el medio emergente que era entonces el video. A pesar de disponer de una sola cámara y de medios, en general, más bien precarios, el grupo produjo una serie de películas poéticas y críticas. En todos los videos producidos por Sonia Andrade en los años setenta y ochenta, la artista interpretaba a una actriz frente a la cámara y se exponía a la violencia. En su trabajo Sem título (Sin título, 1974-1977), la artista empieza enhebrando un hilo de nylon por los orificios de los lóbulos de sus orejas para luego enrollarlo alrededor de la cabeza, de forma que acaba deformándose la cara e incluso sus órganos dejan de ser reconocibles como tales. El rostro de la artista acaba pareciendo un pedazo de carne atada. Igual que la artista alemana Annegret Soltau en su obra Selbst (Yo) de 1975, Andrade se libera del hilo al final de la filmación con un simple corte.